# Яновская, Любовь Александровна
Любовь Александровна Яновская (укр. Любов Олександрівна Яновська; псевдонимы Ф. Екуржа, Омелько Репейник, урожденная Любовь Щербачёва; 30 июля 1861, с. Николаевка, Борзнянский район, Черниговская область — 1933, Киев) — украинская писательница, общественный и политический деятель, член Украинской Центральной Рады. Жена Василия Яновского и мать Валентины Радзимовской, внучатая племянница писательницы Ганны Барвинок, жены Пантелеймона Кулиша.

## Биография
Родом из с. Николаевка на Черниговщине. Из дворян. Училась юная Любовь Щербачёва в Кременчугском пансионе, Полтавском институте благородных девиц, активно занималась самообразованием. Работала учительницей в Лубенском уезде на Полтавщине, была основательницей воскресных школ. С 1905 жила в Киеве, где и умерла. Проживала на улице Тургеневской, 56, и на улице Гоголевской, 27. Похоронена на Байковом кладбище.
Писать начинала на русском языке, затем под давлением Владимира Шемета перешла на украинский. Первый рассказ на украинском языке «Воровка Оксана» датирован 1897. Яновская автор около 100 рассказов, повестей, романов, значительная часть которых не была напечатана в течение её жизни, а некоторые из них не были закончены.
В начале XX века Любовь Яновская активно участвовала в общественной жизни Украины, отстаивала национальные права на родной язык, литературу, культуру, добивалась открытия памятника Ивану Котляревскому в Полтаве (1903), участвовала в Первом российском женском съезде в Петербурге (1908), была среди организаторов празднования 50-летия смерти и 100-летия со дня рождения Тараса Шевченко (1911, 1914). Во время проживания в Киеве возглавляла киевское «Просвещение», устраивала литературно-художественные вечера, пропагандируя среди русифицированных киевлян родной язык, произведения украинских писателей.
Произведения Яновской посвящены изображению жизни крестьянства и интеллигенции; манера письма реализована в народническом духе. После упомянутого рассказа была написана драма «Вернулся из Сибири» (1897), далее появились повесть «Городянка» (1900), комедия «На Зелёный Клик» (1900). Многие произведения напечатаны или перепечатаны в период УНР или в советское время: в частности пьесы «Лесной цветок», «Жертвы», «Человеческое счастье», «На сенокосе», «Колокол, что в церковь созывает, и сам в ней никогда не бывает» (1918).
С 1916 Яновская прекратила литературную деятельность, но её произведения, написанные под значительным влиянием И. Нечуй-Левицкого, П. Мирного и отчасти М. Коцюбинского, были довольно популярны и в последующие годы начала XX в. В круг её знакомых и друзей входили Павел Житецкий, Николай Лысенко, Михаил Старицкий, Ольга Косач, Владимир и Сергей Шеметы, Сергей Ефремов, Василий Доманицкий, Иван Липа, Федор Матушевский, Владимир Дурдуковский, Борис Гринченко.
Сборники произведений Яновской издавались дважды: «Сочинения», I—II (1930) при жизни и посмертно — «Сочинения», I—II (1959).